# Allan Tuppurainen
Allan Rauli Kristian „Allu“ Tuppurainen (* 1. April 1951 in Kuopio) ist ein finnischer Schauspieler und Drehbuchautor in Vaasa.

## Leben
Allan begann seine Karriere als Schauspieler in finnischen Filmen in den frühen 1970er Jahren und drehte eine Reihe finnischer Filmproduktionen. In Finnland ist er besonders für seine Komödien und Parodien bekannt wie die im Jahre 1983 gemachte James-Bond-Parodie „Agentti 000 ja kuoleman kurvit“, in der er neben Schauspielern wie Ilmari Saarelainen und Tenho Sauren spielte.
Tuppurainen ist bekannt für seine Rolle als Troll Rölli in den international gezeigten TV-Kinder-Shows der Reihe „Rölli und die Elfen“ und dem 2001 gedrehten Film Rölli und die Elfen. In der Serie spielte Allan Tuppurainen nicht nur die Hauptrolle, sondern schrieb auch die Drehbücher, führte Regie und schrieb die Filmmusik. Er hatte mehrere Auftritte im finnischen Fernsehen im Jahre 2002 und 2004. 2007 war er Synchronsprecher für den Film Röllin Sydän.

## Filmografie (Auswahl)
- 1982: Likainen puolitusina
- 1982: Pi, Pi, Pil…Pilleri
- 1983: Agent 000 (Originaltitel: Agentti 000 Ja, kuoleman kurvit)
- 1986–2001: Rölli (Fernsehserien)
- 1991: Rölli, der Troll (Original: Rölli - hirmuisia kertomuksia)
- 2001: Rölli und die Elfen (Rölli - hirmuisia kertomuksia)
- 2004: Kopfgeldjäger
- 2007: Quest for a Heart – Die Reise der schrecklichen Rollies (Röllin Sydän)

## Auszeichnungen
- 1992: Anerkennung in der Zeitschrift Viitasaari Filmwoche
- 1998: Nuoret Kotkat Kinderfilmer des Jahres 1998
- 1999: Kulturpreis der Zeitung „Pohjalainen's Vaasan Jaakkoo“